# 黒龍会
- 黒龍会
- 黒竜会
- 黑龍會

黒龍会（こくりゅうかい、旧字体：黑龍󠄂會）は、1901年（明治34年）1月に設立された国家主義（右翼）団体である。2008年には、創立者の内田良平の血脈道統を継承する遺族で、平岡浩太郎の曾孫である田中健之によって再興されている。

## 概要
日露戦争では満洲義軍を組織して後方攪乱に回ったり、コサック兵と戦ったりした。玄洋社の海外工作機関といわれた。海外では日本の壮士集団、BLACK DRAGON SOCIETYとして恐れられていた。1931年に大日本生産党を結成。1946年、GHQ当局によって、最も危険な影響力のある国家主義団体として解散させられた。

## 創設
日清戦争後の三国干渉に憤慨した玄洋社の一部が大陸での活動をするために、1901年（明治34年）、平岡浩太郎 の甥に当たる内田良平 を中心として葛生修吉らが設立した。他に平山周、葛生能久 がいた。玄洋社の頭山満が顧問となった。東京神田の錦輝館で行われた発会式には先の葛生、平山の他、伊東正基、吉倉汪聖、佃時夫、大原義剛、権藤震二らが参加した。事務所は芝区西久保巴町の内田の自宅。賛助員として平岡の他には犬養毅、鳩山和夫、頭山満、大井憲太郎、神鞭知常、河野広中、中江兆民がいる。

## 大アジア主義
第一次世界大戦後、牧野伸顕らが代表として国際連盟の会議に出席することになったのを受け、黒龍会は各界に強い働きかけをして人種的差別撤廃提案を提出させようと運動している。また、ラース・ビハーリー・ボースの亡命支援などに携わり、インド独立運動やフィリピン独立運動など、復興アジア運動を積極的に行った。

### 日韓連邦の構想と挫折
樽井藤吉は著書『大東合邦論』にて、日韓連邦建設によって欧米列強諸国からアジアの独立を護ろうと主張した。内田良平や武田範之らの黒龍会の会員たちは、『大東合邦論』に共鳴した東学党の乱の指導者の一人、韓国一進会の会長李容九と共に「日韓連邦建設」「日韓合邦論」 を叫んで、日韓が力を合わせ白人の東洋侵略に対抗するべく日韓合邦運動を展開した。

### 孫文支援
辛亥革命を支援しており、1905年に中国革組織各派 が連合して成立した中国同盟会の結成準備会は、東京・赤坂の黒龍会本部兼内田良平の自宅で行われた。また、黒龍会発行の機関誌『内外時事月函』の記者の名目として上海に北一輝を派遣し、中国革命を支援した。
中国革命が、南北妥協によって挫折した後、内田良平らは、反袁世凱という立場から、満蒙独立運動を支援する立場となり、宗社党などと関係を持ってパプチャップ らと共に、第一次満蒙独立運動、第二次満蒙独立運動に関り、本告辰二、志賀友吉、若林快三ら、黒龍会の会員が殉難している。

## イタリアのエチオピア侵攻問題について
1935年（昭和10年） - 1941年（昭和16年）にかけてイタリア王国がエチオピアを侵略（第二次エチオピア戦争）した際には、侵略行為を激しく非難してエチオピアを支持し、『伊エ問題とエチオピア事情』、『空襲下の悲壮エチオピア』の二冊のパンフレットを1935年（昭和10年）に出版している。このエチオピア問題で黒龍会は、日本の女性皇族とエチオピアの帝室との間に閨閥を作ろうとしている。

## 反共活動
黒竜会のメンバーの一部は、1937年（昭和12年）結成の国際反共連盟に参加した。

## 戦後のGHQによる弾圧
- 1945年（昭和20年）11月19日、連合国軍最高司令官総司令部は、日本政府に対し黒龍会のメンバーであった鹿子木員信、葛生能久を戦争犯罪人として逮捕し、巣鴨刑務所に拘禁するよう命令した[6]。後に不起訴となり釈放。
- 1945年（昭和20年）11月25日、GHQは軍人および軍人以外の者への恩給を翌年2月1日まで禁止するように命令。この際、軍人以外の者については「黒龍会のごとき」団体に属している者として例示が行われた[7]。